# هاگنی

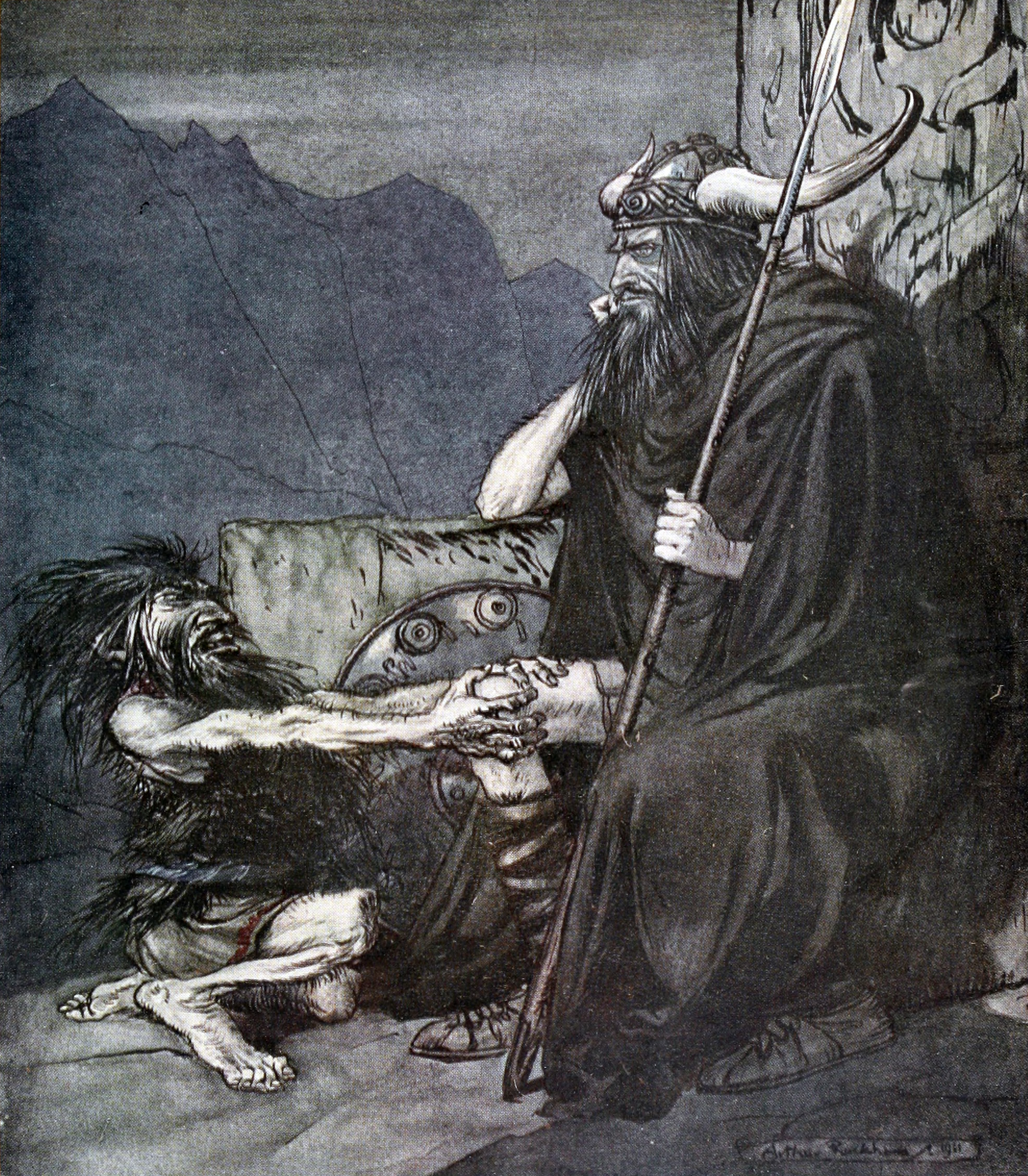
آلبریش دورف در حال صحبت با هاگن، اثر آرتور راکهام.

هاگنی (به زبان نروژی باستان: Hǫgni) یک سلحشور بورگوندی در داستان‌های مرتبط با پادشاهی بورگوندیها در ورمز است. او فرزند گیوکی، پادشاه جنوب رود راین و ساحره‌ای به نام گریم‌هیلد بود. هاگنی همچنین برادر گونار، گوتورم و گودرون بود. اما بر طبق تیدرک ساگا، هاگنی تروجا فرزند اینکوباس و ملکهٔ او به‌شمار می‌رفت، بنابراین او فقط برادر ناتنی گونار، گرنوز، گیسلر و گریم‌هیلد بود. از طرف دیگر در سرگذشت‌نامه ژرمنی سرود نیبلونگ‌ها، هاگنی با عنوان هاگن، مشاور و مرید گونار شناخته می‌شود، و نه برادر او طبق اساطیر اسکاندیناوی.
گونار و هاگنی با زیگفرید سوگند برادری یاد کردند، زمانی که این پهلوان با خواهرشان گودرون ازدواج کرد. برونهیلد با دروغگویی که زیگفرید توسط هم خواب شدن با او به آن‌ها بی‌احترامی کرده، آن دو را فریب داد. چنین شد که هاگنی و برادرانش نقشه قتل زیگفرید را کشیدند. پس از مرگ زیگفرید، هاگنی و گونار گنجینهٔ زیگفرید را بین خود تقسیم کردند. برونهیلد هم خود را در مراسم تدفین زیگفرید کشت. اما از آنجا که برونهیلد خواهر آتیلا بود، آن‌ها انتظار انتقام آتیلا برای خواهرش را داشتند. گونار و هاگنی برای دلجویی از این همسایه قدرتمند، خواهرشان گودرون را مجبور به ازدواج با آتیلا کردند.
هاگنی با کوستبرا (کوسترا یا بری) ازدواج کرد و صاحب سه فرزند پسر به نام‌های سولار، اسناوار و گیوکی شد. بعدها به پسر دیگری با نام نیفلانگ نیز اشاره شده‌است. هنگامی که آتیلا گونار و هاگنی را برای دیدن خواهرشان دعوت کرد، آن‌ها به آتیلا مشکوک شدند که او به دنبال گنجینه می‌باشد؛ بنابراین تصمیم گرفتند گنجینه را در رود راین رها کنند و با یکدیگر عهد کردند که هرگز محل گنج را فاش نکنند.